# Hoffmannseggia drummondii
Hoffmannseggia drummondii es una especie de planta floral del género Hoffmannseggia, tribu Caesalpinieae. Fue descrita por Torr. & A. Gray y publicada por primera vez en Fl. N. Amer. 1: 393 (1840).
Es una planta perenne que crece en zonas desérticas o en matorrales secos.

## Distribución
Se distribuye por el noreste de México y en Texas.